# سن-فلیکس-دو-دالکیه، کبک
سن-فلیکس-دو-دالکیه (به فرانسوی: Saint-Félix-de-Dalquier) شهری در منطقه شهری ابیتیبی ناحیه ابیتیبی-تمیسکامانگ در استان کبک کانادا است. در سرشماری سال ۲۰۱۱ این شهر ۹۸۳ نفر جمعیت داشته‌است و مساحت آن ۱۱۲٫۱۲ کیلومتر مربع است.